# Sergueï Biriouzov
Sergueï Semionovitch Biriouzov (en russe : Серге́й Семёнович Бирюзо́в) (21 août 1904-19 octobre 1964) est un militaire soviétique. Il fut maréchal de l'Union soviétique et chef de l'état-major général.

## Biographie
Biriouzov est né à Skopine, dans le gouvernement de Riazan. Il rejoint le Parti communiste en 1926. Dans les années 1920, il s'engage dans l'Armée rouge, où il est régulièrement promu jusqu'au rang de chef de bataillon, avant d'entrer à l'Académie militaire Frounzé en 1934. Il en sort en 1937, ce qui lui permet de devenir commandant d'une division de fusiliers. En 1939, il prend le poste de Chef des opérations du District militaire de Kharkov, poste qu'il garde jusqu'en août 1939, date à laquelle il prend le commandement de la 132e Division de fusiliers.
Biriouzov commanda cette unité les trois années suivantes. La division de Biriouzov était une des composantes du front sud-ouest et du front de Briansk lors de la Seconde Guerre mondiale. Biriouzov menait souvent personnellement sa division dans la bataille. Dans la première année de l'opération Barbarossa, lancée le 22 juin 1941, Biriouzov fut blessé cinq fois, dont deux fois sérieusement.
En avril 1942, il devient le chef d'état-major de la 48e armée qui faisait partie de front de Briansk. Il commande cette unité jusqu'en novembre 1942, quand il devient le chef d'état-major de la 2e armée de Gardes. Il reste à ce poste jusqu'en avril 1943, menant cette unité lors de l'opération Saturne, où la 2e Armée de la Garde aida à l'écrasement de la 6e Armée allemande, alors encerclée, lors de la bataille de Stalingrad.
En avril 1943, il est nommé chef d'état-major du front du sud, où il aida le commandant du front sud, Fiodor Tolboukhine. Le 20 octobre 1943, le front du sud est rebaptisé quatrième front ukrainien. Biriouzov en reste le chef d'état-major jusqu'en mai 1944, puis est transféré au troisième front ukrainien, avec Tolboukhine. En octobre 1944, Biriouzov est transféré au commandement de la 37e armée, qui était une unité du troisième front ukrainien. Il occupe ce poste jusqu'en mai 1946. En tant que commandant, Biriouzov aida à planifier et mener à bien l'expulsion de toutes les forces allemandes de l'Ukraine, puis à planifier et à réaliser la libération de la Bulgarie et la Yougoslavie.
Par la suite, Biriouzov devient le chef de la mission militaire soviétique en Bulgarie, un poste qu'il occupa jusqu'en 1947. Entre 1947 et 1955, il eut la responsabilité de nombreux postes de commandement. Le 11 mars 1955, Biriouzov reçut le grade de maréchal de l'Union soviétique. Entre avril 1955 et avril 1962, Biriouzov fut le commandant en chef de l'Armée de l'Air de Défense nationale. Après cela, il est commandant en chef de la Force de missiles stratégiques, et en 1963, il est nommé chef d'état-major général. Selon Alexandre Adler, il est à l'origine du limogeage d'une partie des haut gradés, ce qui a conduit l'armée à vouloir s'en débarrasser après la chute de Khrouchtchev.
Le 19 octobre 1964, Biriouzov est tué dans un accident d'avion suspect sur le mont Avala, près de Belgrade. L'urne contenant ses cendres est enterrée au Kremlin.

## Décorations
- Héros de l'Union soviétique
- ordre de Lénine
- ordre du Drapeau rouge
- ordre de l'Étoile rouge
- ordre de Souvorov de 1re et 2e classe
- ordre de Koutouzov
- ordre de Bogdan Khmelnitski
- ordre du Héros national yougoslave
- médaille pour la Défense de Stalingrad